# Веснинский
Веснинский (фин. Mustaoja, Välivirranoja) — ручей в России, протекает по территории Плодовского сельского поселения Приозерского района Ленинградской области. Длина ручья — 10 км.
Ручей берёт начало из озера Веснина на высоте 23,0 м над уровнем моря и далее течёт преимущественно в северо-западном направлении по заболоченной местности.
Ручей в общей сложности имеет одиннадцать притоков суммарной длиной 23 км.
Впадает в озеро Вуоксу на высоте 7,0 м над уровнем моря.
Возле устья ручей пересекает трасса 41К-185 («Комсомольское — Приозерск»), на которой возле ручья располагается посёлок Кротово
Название ручья переводится с финского языка: «Mustaoja» как «Чёрный ручей», «Välivirranoja» как «текущий посредине ручей».
Код объекта в государственном водном реестре — 01040300212202000009352.